# クインス・チーズ

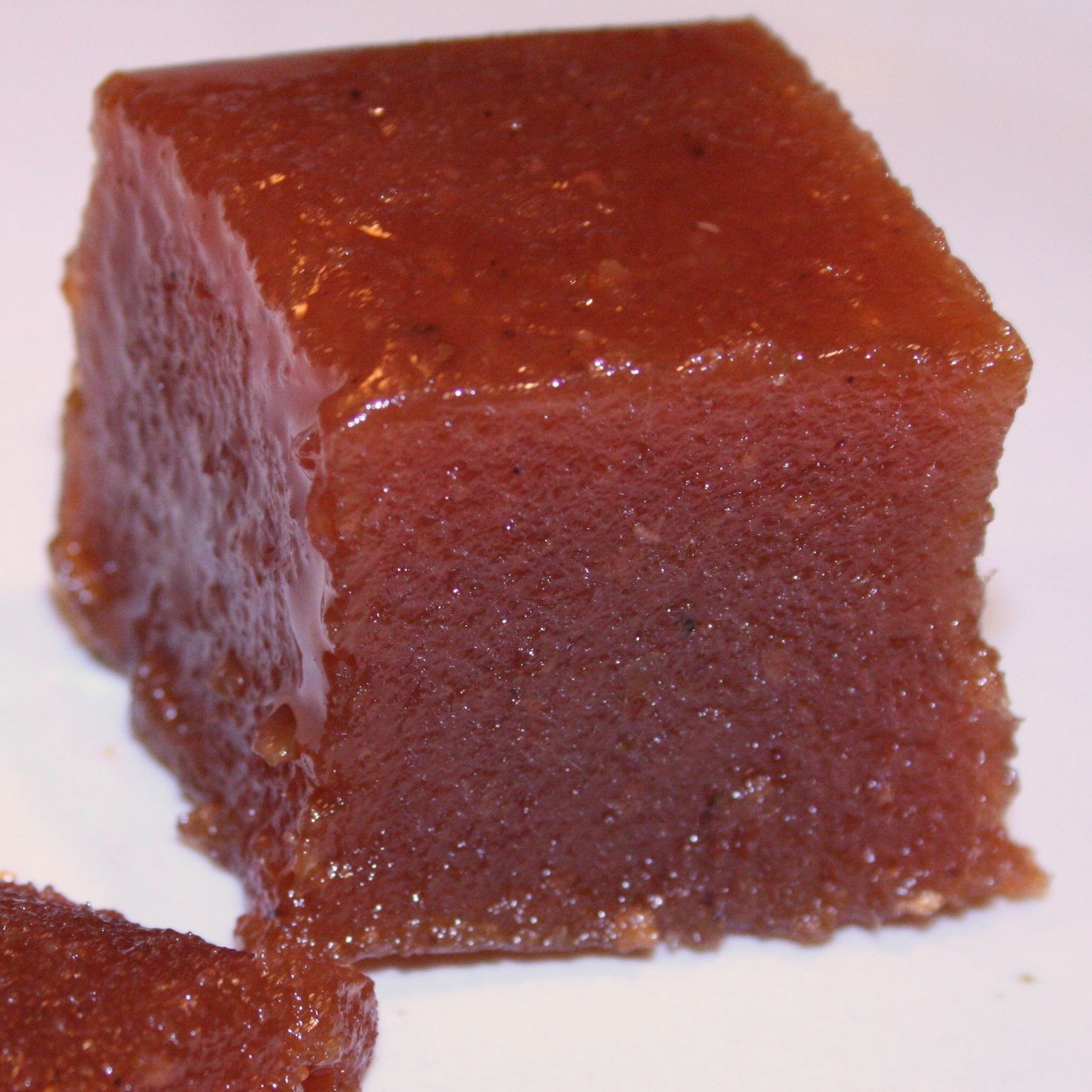
ダイスカットしたクインス・チーズ

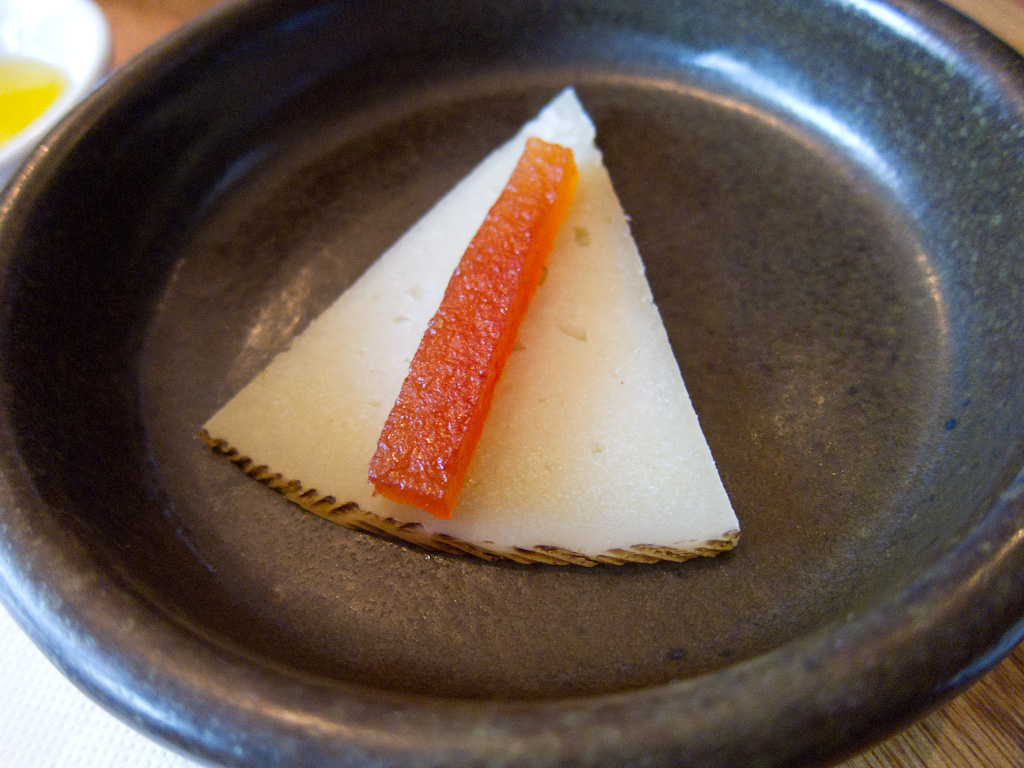
マンチェゴチーズのスライスに乗せたクインス・チーズ

クインス・チーズ（英語: Quince cheese）はマルメロの果実（英語名:クインス）で作ったペースト。同様の物をポルトガルではマルメラーダ（ポルトガル語: Marmelada）、スペインではメンブリージョ（スペイン語: Membrillo）やドゥルセ・デ・メンブリージョ（スペイン語: Dulce de membrillo）と呼ぶ。なお、マルメラーダを「マーマレード」の語源であるとする説がある。日本で説明される際には、「フルーツ羊羹」と説明されることもある。
「チーズ」と名前に入っているが、乳製品は使用されていない。同様に果実を使ったペーストを「チーズ」と称する例はあり、マルメロに代えてリンゴで作ればアップル・チーズ、プラムで作ればプラム・チーズと呼ばれる。

## 利用法
以下のようにして利用される。
- デザートとしてそのまま食べる[1]。
- チェダーチーズやブルーチーズ、マンチェゴチーズ（ケソ・マンチェゴ）と合わせて食べる[1][3]。
  - スライスしたメンブリージョと塩気のあるチーズのスライスとを重ねたものをスペインではビヒランテ（Vigilante、自警団員の意）と呼ぶ[2]。
- 肉の煮込み料理に隠し味として入れる[1]。
- アップルパイの中に少量入れる[1]。
- 揚げ菓子のフィリングとして使用する[2]。